# Anthracocarpon
Anthracocarpon — рід грибів родини Verrucariaceae. Назва вперше опублікована 1996 року.

## Класифікація
До роду Anthracocarpon відносять 3 види:
- Anthracocarpon andinum
- Anthracocarpon caribaeum
- Anthracocarpon virescens